# Detrás de sus ojos (novela)
Detrás de sus ojos es una novela de suspenso escrito por la inglesa Sarah Pinborough, fue publicada el 23 de enero de 2017 por HarperCollins Publishers y Flatiron Books. La novela se adaptó para una serie de televisión del mismo nombre.

## Resumen
Louise es una madre soltera que desempeña un papel insatisfactorio como secretaria. En una noche en particular, entabla una conversación y besa a un hombre desconocido en un bar, que luego se revela como David, el nuevo jefe de su lugar de trabajo. Cuando se da cuenta de la verdad, de que David está casado, él le confiesa que fue un error. Aunque, a pesar de sentirse culpable, mantiene sus ojos y sentimientos por Louise. Más tarde, Louise está en conflicto con la situación, que se complica aún más por su encuentro con Adele, la esposa de David. Como nueva residente en la ciudad, está interesada en formar una conexión amistosa con Louise. Poco después, Louise se ve atrapada en medio de una circunstancia retorcida que la hace cuestionar la siniestra conspiración detrás de su relación matrimonial.

## Recepción
Alison Flood de The Guardian elogió la novela, afirmando que «Behind Her Eyes es un movimiento astuto de Pinborough» y que cuando los giros son «revelados, es increíblemente espeluznante, si no del todo inesperado». Nilan Singh de The Free Press Journal calificó Behind Her Eyes como una «lectura convincente tanto por su trama e historia bien tejidas, como por el control total en su desenmarañamiento».

## Adaptación televisiva
El 25 de enero de 2019, se anunció que Netflix le había dado a la producción un pedido de serie para una primera temporada. Steve Lightfoot se acredita como el creador, productor ejecutivo y show runner de la serie. En agosto de 2019 se confirmó que Simona Brown, Eve Hewson, Tom Bateman y Robert Aramayo protagonizarían la miniserie.